# Ольбрёз, Элеонора де
Элеонора де Ольбёз (фр. Éléonore Desmier d’Olbreuse; 3 января 1639, Замок Ольбёз — 5 февраля 1722, Целле, Люнебург) — супруга Георга Вильгельма Брауншвейг-Люнебургского. Герцогиня Брауншвейг-Люнебурга с 1676 года. Мать Софии Доротеи Брауншвейг-Целльской и бабушка короля Великобритании Георга II.

## Биография

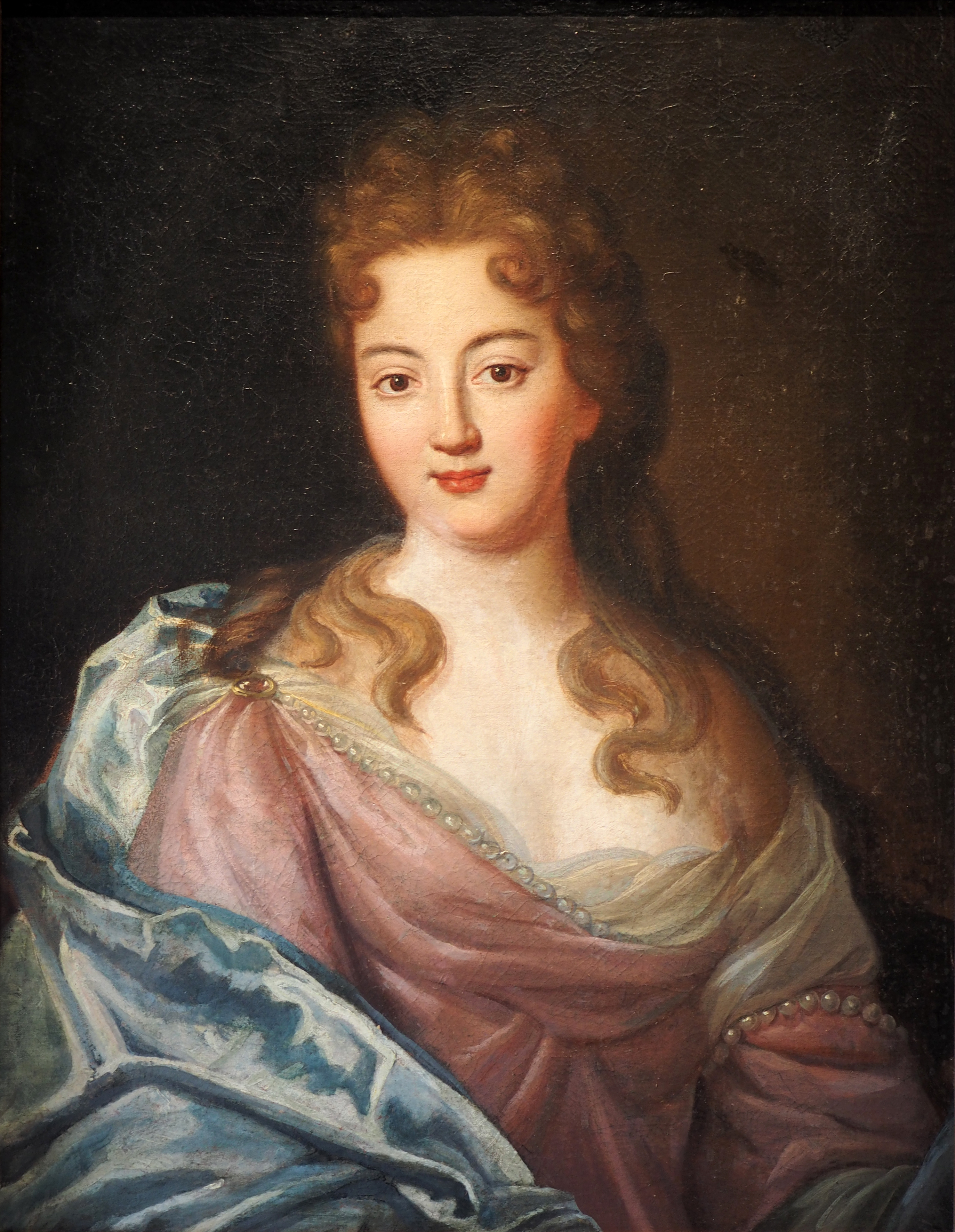
Элеонора в юности, 1660 год

Элеонора де Ольбёз родилась в замке де Ольбёз, в дворянской семье гугенотов Александра II Десмье и его жены Жакетты Поссад де Вандре.
Она стала фрейлиной герцогини де Туар при её дворе в Париже. В 1648 году она сопровождала герцогиню на свадьбу её сына Анри Шарля де Тремуйля, который женился на Амелии, дочери ландграфа Вильгельма V Гессен-Кассельского. Зимой 1664 года она отправилась с герцогиней навестить Анри Шарля в Касселе. Там она встретила Георга Вильгельма, князя Брауншвейг-Люнебурга, который влюбился к красавицу Элеонору с первого взгляда. Она стала его любовницей и стала титуловаться леди Габсбург. В рамках так называемого «брачного обмена» Георг Вильгельм объявил о леди Габсбург и передал свои наследственные права брату Эрнсту Августу, курфюрсту Ганновера, поскольку тот женился на бывшей невесте Георга Вильгельма, Софии Ганноверской. Таким образом, для Георга Вильгельма был возможен только морганатический брак. Элеонора, однако, хотела быть полноправной герцогиней. Георг Вильгельм завещал ей всё своё личное имущество и обязался заботиться о её обедневшем отце.
В 1666 году родилась их единственная дочь София Доротея. У Элеоноры было ещё три выкидыша, но она больше не смогла выносить ребёнка. В 1674 году девочка была узаконена и получила титул герцогини Вильгельмсбурга. Спустя два года, в апреле 1676 года, пара наконец смогла пожениться. Их брак был счастливым.
Их дочь София Доротея по политическим соображениям (чтобы объединить все люнебургские земли) вышла замуж за своего двоюродного брата Георга Вильгельма, сына Эрнста Августа. Замужество было несчастливым, и, в конце концов, Георг развёлся с женой и заточил её Альденский замок, где она и оставалась до конца жизни.
После смерти мужа в 1705 году она жила в Люнебургском замке. София Доротея просила супруга позволить ей уехать к матери, но получила отказ. Последние годы жизни Элеонора де Ольбрёз провела в заботе о дочери и безуспешно добивалась её освобождения. Почти ослепшая, она умерла в 1722 году в замке Целле; в её завещании были упомянуты 342 человека.